# Ciocani
Ciocani est une commune roumaine située dans le județ de Vaslui.